# Alice Cooper
Alice Cooper (eredeti nevén Vincent Damon Furnier) (Detroit, Michigan, 1948. február 4.) amerikai rockénekes.
Alice Cooper zenei karrierje a ’60-as évek elején indult. 1964-ben alapította meg társaival Earwings néven első zenekarát. 1966-ban The Spiders-re, 1968-ban pedig Nazz-re változtatták nevüket. 1969-ben vette fel a zenekar, és maga az énekes is az Alice Cooper nevet. Ugyanebben az évben fedezte fel őket Frank Zappa, aki hozzásegítette őket első lemezszerződésükhöz.
Bár zeneileg nem voltak stílusteremtők, szokatlan nevük, botrányos megjelenésük (női ruhában vagy magukra hányt lenge rongyokban léptek fel, erősen és excentrikusan kisminkelve) és dalszövegeik, valamint az ezt kísérő színpadi show miatt mégis az ő nevükhöz kötik az úgy nevezett shock-rock műfaj elterjedését. Koncertjeiken állandó kellék volt a kényszerzubbony, az óriáskígyó és a különböző kínzóeszközök.
Legnagyobb sikereiket 1971 és 1973 között érték el. Először az I’m Eighteen című kislemezük került fel a listákra, majd a School’s Out című dal egy évvel később listavezető sláger lett. 1973-as albumuk, a Billion Dollar Babies pedig egyszerre került a lista élére Angliában és az Egyesült Államokban is. 1974-ben Greatest Hits című lemezük megjelenése után feloszlott az Alice Cooper zenekar, és a név onnantól már a kizárólag szólóénekesként tovább alkotó frontembert jelentette.
Sikeresen induló szólókarrierje néhány év után, az alkohollal folytatott küzdelem miatt hanyatlani kezdett. Különböző zenei irányzatokkal kísérletezett, míg végül 1983-ban korábbi sikertelen elvonókúrája után megszabadult az ital rabságából. 1986-ban tért vissza Constrictor című lemezével és az ezt követő The Nightmare Returns turnéval. A slágerlisták élére csak 1989-ben a Trash albummal, és Poison című kislemezével sikerült visszakerülnie.
Több mint 40 éves pályafutása alatt számtalan, szintén híressé lett előadóra volt hatással, mint pl. a Kiss, Marilyn Manson, King Diamond, a Lordi és Ozzy Osbourne. Jelenleg is folyamatosan turnézik és készít új lemezeket. A legutóbbi 2011-ben jelent meg Welcome 2 My Nightmare címmel.
2003. december 2-án saját csillagot kapott a Hollywood Walk of Fame sétányon. Nagylelkű anyagi támogatásáért az Arizona-állambeli phoenixi keresztény-liberális Grand Canyon University  2004 májusában a "Doctor of Music" díszdoktori címet adományozta neki. 2011. március 14-én beiktatták a Rock and Roll Hall of Fame-be.
Lemezeiből több mint 50 millió darab kelt el világszerte.

## Pályafutása

### Kezdetek 1964-1970
Alice Cooper 16 éves volt, mikor 1964-ben megalapította első, Earwings nevű zenekarát, ekkor még Vincent Furnier néven. Fő hatásaik a The Beatles, The Rolling Stones, The Who, The Kinks és a The Yardbirds voltak. Első kislemezük 1965-ben jelent meg, a címe: Why Don’t You Love Me. A nevüket hamarosan The Spiders-re cserélték. A zenekarban Glen Buxton és John Taurn gitároztak, Dennis Dunaway volt a basszusgitáros, a doboknál pedig John Speer ült. 1966-ban John Taurn helyét átvette Michael Bruce, és megjelentették második kislemezüket, a Don’t Blow Your Mind-ot. Ezzel első helyet ért el a helyi rádió játszási listáján. A következő évtől rendszeresen jártak koncertezni Los Angelesbe és Kaliforniába. Ekkor ismét nevet cseréltek. A zenekar neve ezúttal The Nazz lett, John Speer helyére pedig Neil Smith dobos került. Ezen a néven egyetlen kislemezt adtak ki, az I Wonder Who’s Loving Her Now-t. 1967. év végén átköltöztek Los Angelesbe.
1968-ban megtudták, hogy Todd Rundgren zenekara szintén Nazz néven működik, ezért ismét változtatni kényszerültek. Ekkor vették fel az Alice Cooper nevet. A név mellé megszületett az Alice Cooper színpadi karakter is. Cooper úgy látta, hogy a rockzenének szüksége van a hősök mellett egy gonoszra is, ezt pedig az ő figurája testesítette meg.
1969-ben egy koncertjük után találkoztak Shep Gordonnal, aki bemutatta őket Frank Zappának. Zappa ekkoriban bizarr zenekarokat keresett saját kiadója, a Straight Records számára, és le is szerződtette őket 3 lemezre.
Az első nagylemez 1969-ben Pretties For You címmel látott napvilágot. Kereskedelmi és kritikai szempontból is óriási bukás volt. Az ezt követő Easy Action, bár zeneileg némileg kiforrottabbnak értékelték elődjénél, szintén nem tudott sikereket elérni.
Az igazi hírnevet az 1969-es Torontói Rockfesztivál hozta meg számukra. Az előadás közepén egy csirke került a színpadra, amit Cooper egyenesen a közönség közé hajított, ahol rövid idő alatt darabokra tépték az állatot. Azt állította, hogy városi gyerekként soha nem járt farmon, így nem tudta, hogy a csirke nem tud repülni; ha szárnya van, akkor repülnie is kell. Az újságok címlapjaira a történet jelentősen kiszínezve került, több helyen arról számoltak be, hogy élő csirkét darált le a színpadon. Ezt nem is igyekeztek megcáfolni, hiszen jót tett nekik a nagy hírverés.

### 1970-1979
Második albumuk után Los Angelesből átköltöztek Cooper szülővárosába, Detroitba. Úgy gondolták, az ottani közönség jobban megérti majd őket.
1970 őszén Bob Ezrin kanadai származású producerrel kezdtek közösen dolgozni harmadik albumukon. Ezrin nem csak producerként volt jelentős hatású, de segített Alice Coopernek egy letisztultabb stílust kialakítani. Cooper állítása szerint sokkal inkább volt köszönhető neki a hangzásviláguk, mint a zenekarnak. A közösen készített Love it to Death album volt az utolsó esélyük arra, hogy slágert írjanak, mivel ezzel lejárt a lemezszerződésük. Az első kislemez, az I’m Eighteen 1970 novemberében jelent meg, és 21. helyre került a Billboard Hot 100-as listán. Nem sokkal azután, hogy a Love it to Death megjelent, 1971-ben átigazoltak a Warner Bros. kiadóhoz, és újra megjelentették az albumot, ekkor már nagyobb reklámkampánnyal támogatva. 

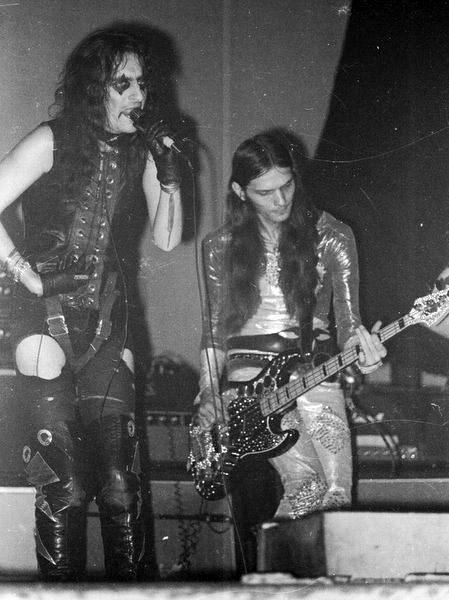
Alice Cooper és Dennis Dunaway 1972-ben

1971. november 27-én újabb nagylemezt adtak ki Killer címmel. Erről két kislemez, az Under My Wheels és a Be My Lover is felkerült a listákra. A színpadi show még durvábbá vált, és ez volt Alice Cooper második turnéja, amivel eljutottak Európába is.
1972 nyara újabb mérföldkő az együttes életében. School’s Out című daluk az Egyesült Államokban bekerült a Top 10-be, Angliában pedig No.1 sláger lett. Az azonos című nagylemez a második helyet szerezte meg Amerikában, és ez volt az első olyan albuma Alice Coopernek, amiből egymillió példány felett adtak el.
1973 februárjában került a boltokba a zenekar legsikeresebb albuma, a Billion Dollar Babies.  A lemez listavezető volt az Egyesült Államokban és Angliában is. A dalok közül a No More Mr. Nice Guy, az Elected és a Hello Hooray jelentek meg kislemezen. Az Elected-hez készült az első MTV stílusú videóklip, ami a korrupt politikusokat figurázza ki. A világkörüli turné minden eddiginél nagyobb és látványosabb volt. Rengeteg speciális effektet használtak, és mindenütt telt házas koncerteket adtak. Ekkor jelent meg először a színpadon a legendás guillotine. A turnét filmen is megörökítették Good To See You Again címmel.
A Muscle Of Love, amit 1973 végén jelentettek meg volt az Alice Cooper zenekar utolsó lemeze. Mérsékelt teátralitásával nem tudta megismételni elődje sikerét. A legsikeresebb kislemeze a Teenage Lament ’74 volt. Ezután 1974-ben egy Greatest Hits kiadvány után feloszlott a zenekar. A feloszlást követően Vincent Furnier hivatalosan is Alice Cooperre változtatta a nevét.
Alice Cooper első szólóalbuma, a nagy sikerű Welcome To My Nightmare 1975-ben készült el Bob Ezrin közreműködésével. A producer mellett a másik fő társszerző a gitáros, Dick Wagner volt, aki már a Billion Dollar Babies lemezen szereplő I Love The Dead dal megírásában is segédkezett.  A korong legsikeresebb dala az Only Women Bleed volt. A Welcome To My Nightmare egy történetet mesél el, melynek a főhöse egy fiatal férfi, Steven, aki belecsöppen egy rémálomba. Az álom során rettenetes dolgok történnek vele, saját feleségével  is végez, majd amikor felébred rádöbben, hogy ezt a tettet a valóságban is elkövette.  A második számban, a Devil’s Food-ban hallható Vincent Price monológ később Michael Jackson-t is megihlette. Thriller című dalában szintén szerepel egy hasonló szöveg a színésztől. Az 1975-ös turnét is megörökítették filmen, valamint elkészült a The Nightmare című TV kiadás, amiben a Welcome To My Nightmare összes dalát előadják videóklipszerűen, ezt a legelső videoalbumként tartják számon. 1983-ban megjelent videókazettán, és Grammy-díjra is jelölték.
A következő években Cooper alkoholizmusa egyre komolyabb problémává vált. Bár az 1976-os Alice Cooper Goes To Hell is sikeres volt, és tartalmazott egy újabb kislemezsikert, az I Never Cry-t, az énekes egészségi állapota miatt mégsem tudtak vele turnézni. A következő ,Lace and Whiskey albumhoz két újabb videóklip is készült, a You and Me és a (No More) Love At Your Convenience dalokhoz. Az utóbbit Cooper azóta is a valaha készült legrosszabb szerzeményeként említi. A koncerteken a háttértáncosok hatalmas csirkejelmezekbe bújtak, és gépfegyverekkel táncoltak a háttérben, majd golyózáport zúdítottak az öltönyben éneklő Alice Cooperre.
Az 1977-es turné után alkoholelvonó kúrára kellett vonulnia. Ezen idő alatt jelent meg az első koncertalbum, a The Alice Cooper Show.
Kórházi élményeit a From The Inside albumon örökítette meg, mely máig is az egyik legszemélyesebb munkája. A dalokat Bernie Taupinnal, Elton John szerzőtársával írták közösen. A How You Gonna See Me Now című dal után (mely a 12. helyet érte el a slágerlistán) 10 évig nem volt Coopernek olyan kislemeze, ami bekerült volna a Top 20-ba. A dal alapja egy levél volt, amit a feleségének írt a kórházból.

### 1980-1990
A ’80-as évek elején kiadott négy album a mélypontot jelentette Cooper pályafutásában. A hagyományos rockos stílus mellé az akkor divatos new wave és punk stílus elemeit társította. A Flush The Fashion és az arról kimásolt Clones kislemez még elért némi sikert, de az azt követő Special Forces már teljes bukás volt. Ez az anyag mindezidáig a rajongók által legvitatottabb munkája a Lace and Whiskey mellett. Az 1982-ben megjelent Zipper Catches Skin, és az 1983-as DaDa lemezekkel egyre súlyosabb egészségügyi és alkoholproblémái miatt már nem tudott turnézni. Utóbbit még Bob Ezrin és Dick Wagner közreműködése sem tudta megmenteni attól, hogy feledésbe merüljön.
1983-ban, a DaDa megjelenése után újabb alkoholelvonó kúra következett. A sikeres kezelés nem csak az életét, de az akkor mélyponton lévő karrierjét, és a válságban lévő házasságát is megmentette.
1984-ben szerepet vállalt egy B-kategóriás spanyol horrorfilmben, a Monster Dog-ban. A filmhez két új dalt (See Me In The Mirror, Identity Crisis) is felvettek.
1985-ben Kane Roberts gitárossal egy új lemezhez kezdtek dalokat írni, és szerepelt a Twisted Sister Be Cruel To Your School című számában és az ahhoz készült videóklipben.
1986-ban megjelent aConstrictor, ami hosszú idő óta az első olyan Cooper lemez volt, ami felkerült a listákra, és az első olyan, amit az ’’MCA’’ kiadó adott ki. A He’s Back (The Man Behind The Mask) dal a Péntek 13 horrorfilm  6., Jason él című részének főcímdala lett.  A szám No. 1. sláger lett Svédországban. A következő The Nightmare Returns elnevezésű turné detroiti koncertjének felvételét videókazettán és később DVD-n is kiadták.
Az 1987-es Raise Your Fist And Yell számára a 80-as évek "slasher" horrorjai biztosítottak ihletet. A Chop Chop Chop, Gail és a Roses On White Lace dalokban egy nőkre vadászó sorozatgyilkosról és Gail nevű áldozatáról mesél. A Prince of Darkness számot John Carpenter használta fel, azonos című filmje (magyarul A sötétség fejedelme címmel jelent meg) betétdalaként. Az alkotásban Alice Cooper is kapott egy rövid szerepet. A lemez slágere a Freedom volt, melynek szövege a PMRC nevű szervezet tevékenysége ellen emel szót. A szervezetet főként a rockzene cenzúrázása érdekében hozták létre az Egyesült Államokban.
Az igazi nagy visszatérést az 1989-es év hozta meg. Cooper ekkor az Epic Records kiadóhoz szerződött, és Desmond Child zeneszerzővel kezdett dolgozni új albumán, melynek a Trash címet adta. Child korábban olyan zenészekkel dolgozott együtt, mint Cher, Bonnie Tyler, az Aerosmith, Bon Jovi és a Kiss. Ennek hatása, illetve a Bon Jovi és az Aerosmith tagjainak vendégszereplése érződik is a közösen írt szerzeményeken. Az elsőként megjelent Poison kislemez azonnal a slágerlisták élére került (Anglia: #2, USA: #7), és másik három társa (Bed of Nails, House of Fire, Only My Heart Talkin’) sem sokkal maradt el mögötte. A Trash megjelenését egy közel két évig tartó arénaturné követte. A turné 1990. július 22-én Budapestet is érintette, ahol az MTK stadionban adott nagy sikerű koncertet Alice Cooper.

### 1990-1999
A nagy sikerű Trash albumot 1991-ben követte a Hey Stoopid. A címadó dalban vendégszerepel Ozzy Osbourne és Slash is. A lemez társszerzői között olyan nagy nevek találhatók, mint Desmond Child, Nikki Sixx, Mick Mars, Zodiac Mindwarp és Steve Vai. A Feed My Frankenstein dal és maga Alice Cooper is szerepeltek a nagy sikerű Wayne világa című filmben. A Rémálom az Elm utcában 6.: Freddy halála – Az utolsó rémálom című horrorfilmben eljátszotta Freddy Krueger mostohaapját, és énekelt a Guns N’ Roses 1991-es Use Your Illusion I lemezének egyik dalában, a The Garden-ben.
Az 1994-es The Last Temptation egy újabb konceptlemez. A történet középpontjában ismét  a Welcome To My Nightmare főhőse, Steven áll. A történetet részletesen egy 3 részből álló képregény meséli el, melynek fő szerzője Neil Gaiman volt. A ’’The Last Temptation’’ a zenei trendek megváltozása miatt nem ért el komolyabb sikereket, ezért a tervezett turné is elmaradt. Az Epic Records 1995-ben a Classicks válogatással el is búcsúzott Coopertől.
A ’90-es évek második felében csupán a ’97-es A Fistful of Alice koncertlemez és a ’99-es 4 CD-s The Life and Crimes os Alice Cooper válogatás került piacra Alice Coopertől. 1997-es turnéjával ismét eljutott Budapestre. 1997. június 27-én a Petőfi Csarnok szabadtéri színpadán lépett fel.

### 2000-2009
2000. június 6-án hat évnyi albumszünet után az Eagle Records nevű független kiadó gondozásában jelent meg a Brutal Planet. A lemez producere Bob Marlette volt, executive producerként pedig Bob Ezrin is segítette a felvételeket. A dalok stílusa sokban emlékeztet Marilyn Manson (a Cold Machines kezdő riffje egy az egyben Manson Beautiful People számából lett kiollózva) és Rob Zombie munkáira. Két videóklip is készült az albumhoz, a Gimme és az It’s The Little Things. A szerény promóció miatt a Brutal Planet csak a 193. helyet szerezte meg az Egyesült Államok listáján, és más országokban sem ért el komolyabb sikereket. A Live from Brutal Planet turné ennek ellenére sikerrel zajlott, Brutally Live címmel DVD-n is megjelent a londoni koncert felvétele.
A 2001-es Dragontown egyenes folytatása a Brutal Planet-nek. Cooper ugyanazzal a gárdával dolgozott ismét, a hangzás némileg finomodott ugyan, de még mindig erősek az indusztriális metal hatások.  A Dragontown és a Brutal Planet nem klasszikus konceptlemezek, de van egyfajta kapcsolat a dalok között. Történet helyett egy fiktív jövőképet festenek le.
2003-ban, az indusztriális metal világában tett kitérő után megjelent The Eyes of Alice Cooper visszanyúl a ’70-es évek garázs-rock stílusához. A koncerteken is visszavettek az előző két turné teátralitásából, és inkább a nyers előadásmódra helyezték a hangsúlyt.
2004-ben indult a Nights With Alice Cooper, Cooper saját rádióműsora, melyet a mai napig sugároz heti hat alkalommal a Planet Rock rádióállomás. Ugyanebben az évben egy rövid retró turnét is lebonyolítottak ’’Bare Bones’’ néven.
2005-ben Dirty Diamonds címmel újabb garázs-rock albumot készítettek. Az Egyesült Államokban egy kicsi, főként country előadókkal foglalkozó kiadó, a New West adta ki a lemezt, míg Európában a Spitfire Records. Amerikában az első héten a 169. helyen nyitott, ami a legjobb listás helyezést jelentette a The Last Temptation óta, azonban még így is messze elmaradt korábbi sikereitől. Ugyanebben az évben megjelent a ’’Live at Montreux’’ DVD is, amit a Montreux Jazz Fesztiválon rögzítettek.
A 2008 nyarán megjelent Along Came a Spider album modernebb, súlyosabb volt két elődjénél, de sokat megtartott a hetvenes évek "garázs-rock" stílusából is. Ismét új kiadó, ezúttal a  német SPV végezte a terjesztést. A 2010-es iTunes Store bónuszdalokkal megspékelt verziót pedig Amerikában a Bigger Picture, Európában a Universal Music adta ki. A lemez egy fiktív sorozatgyilkos történetét meséli el, aki valójában Cooper két korábbi munkájának, a Welcome To My Nightmare-nek és a The Last Temptation-nek a főhőse, Steven. (A történet némileg hasonlít az 1987-es Raise Your Fist and Yell sztorijára). A korong több ország eladási listáján is jól szerepelt, Amerikában az 53., míg Angliában a 31. helyen nyitott az első héten. Along Came a Spider The Movie néven a YouTube-on új videóklipet is közzétettek 2008. október 2-án. Ezt a 10 perces kisfilmet a Vengeance is Mine, az In Touch (With Your Feminine Side) és a Killed By Love számokból állították össze.
Szokatlan módon a lemezmegjelenés időpontjában még zajlott az előző Psycho Drama elnevezésű turné, mely így nem kapcsolódott szervesen az Along Came a Spider-hez, és a 2009-ben indult Theatre of Death körút is inkább egy hagyományos „best of” programmal zajlott.
2008-ban, az Avantasia The Scarecrow konceptlemezén a The Toy Master című dalt Alice Cooper énekelte, a doboknál pedig Eric Singer ült, aki a Kiss és Alice Cooper dobosa is volt korábban.

### 2010-napjainkig

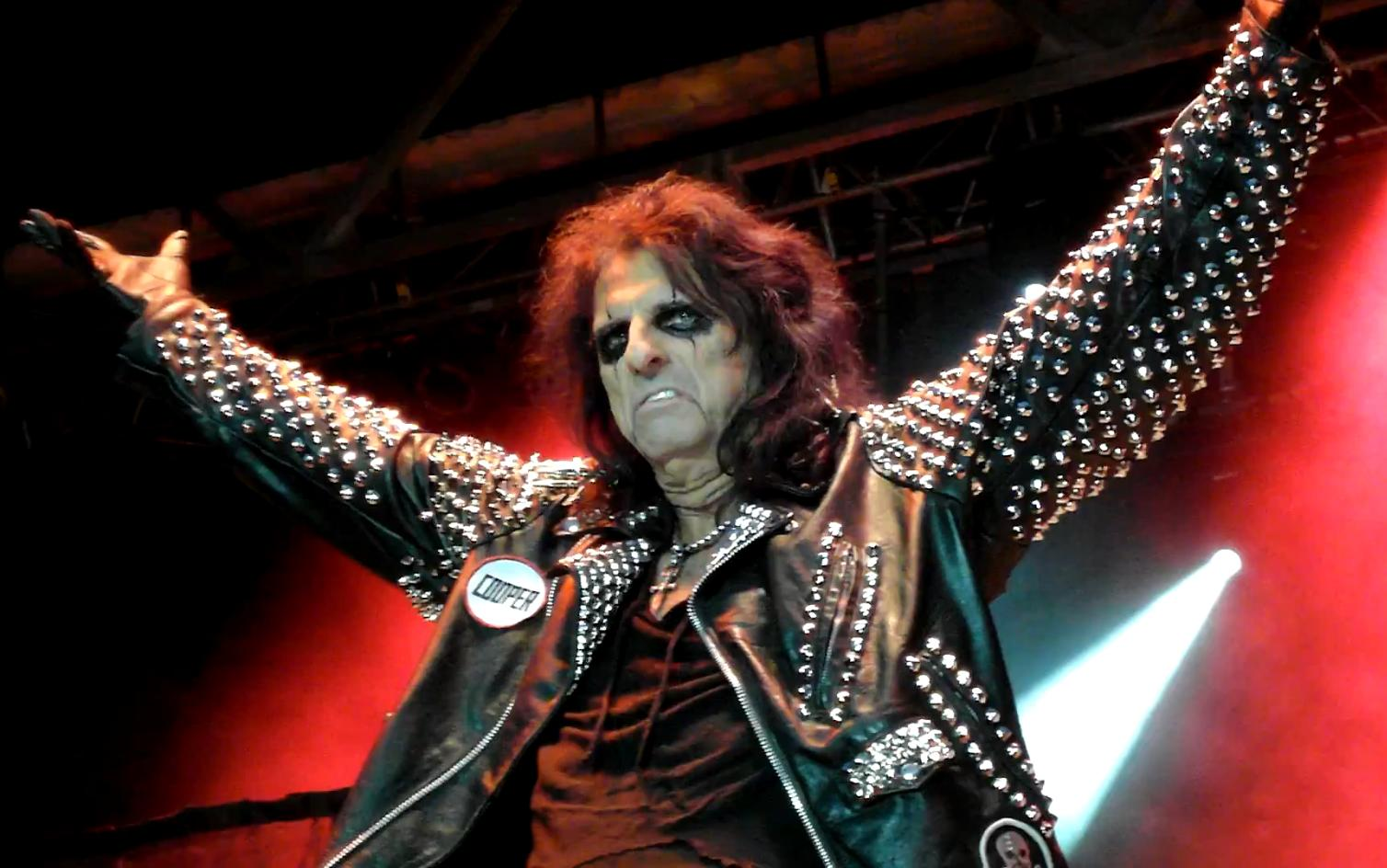
Alice Cooper 2011. június 14-i bukaresti koncertjén

2010. január 22-én megerősítették, hogy Cooper közös miniturnéra indul Rob Zombie társaságában tavasszal, az év második felében pedig folytatja korábbi Theatre of Death turnéját.
Még 2009-ben kezdett új lemezen dolgozni, aminek a The Night Shift munkacímet adta. 2010 nyarán Desmond Child Twitter-oldalán adta hírül, hogy Alice Cooperrel és Bob Ezrinnel új dalokat írnak, de nem a The Night Shift projekthez, hanem a legendás ’’Welcome To My Nightmare’’ második részéhez. Az új "Rémálom" 2011 tavaszára több korábbi zenésztárs és barát (pl. Dick Wagner, Steve Hunter, Rob Zombie és az eredeti Alice Cooper band még életben lévő tagjai) bevonásával elkészült. 2011. szeptember 16-án jelenik meg Angliában a Classic Rock magazin mellékleteként, majd ezután egy hónappal kerül világszerte a boltok polcaira.
2011. augusztus 29-én Damon Johnson helyét Orianthi Pangaris vette át a gitárosi poszton. Orianthi Alice Cooper első női gitárosa. Korábban dolgozott Michael Jacksonnal is, közvetlenül az énekes halála előtt. Damon Johnson távozása után a Thin Lizzy zenekarral turnézik.
2015-ben Alice Cooper, Johnny Depp és Joe Parry megalapították a Hollywood Vampires zenekart. Később csatlakozott hozzájuk Tommy Henriksen. A zenekar jelenleg is aktív.

## Magánélete
Alice Cooper a látszat ellenére hívő keresztény. Feleségével (Sheryl Goddard) 1976. március 26-án házasodtak össze. Három gyermekük született, Calico 1981-ben, Dashiel 1985-ben, Sonora Rose pedig 1992-ben.
Szabadidejében imád golfozni. Személyes barátság fűzte, fűzi többek között Groucho Marxhoz, Salvador Dalí-hoz, Andy Warholhoz Bruce Springsteenhez és Paul McCartney-hoz.

## Diszkográfia
Korai munkák (Vincent Furnier, The Earwigs, The Spiders, The Nazz)
- Why Don't You Love Me (kislemez)
- Don't Blow Your Mind (kislemez)
- I Wonder Who's Loving Her Now (kislemez)

### Stúdióalbumok
The Alice Cooper Group
- Pretties for You (1969)
- Easy Action (1970)
- Love It to Death (1971)
- Killer (1971)
- School’s Out (1972)
- Billion Dollar Babies (1973)
- Muscle of Love (1973)

Szóló előadóként
- Welcome to My Nightmare (1975)
- Goes to Hell (1976)
- Lace and Whiskey (1977)
- From the Inside (1978)
- Flush the Fashion (1980)
- Special Forces (1981)
- Zipper Catches Skin (1982)
- DaDa (1983)
- Constrictor (1986)
- Raise Your Fist and Yell (1987)
- Trash (1989)
- Hey Stoopid (1991)
- The Last Temptation (1994)
- Brutal Planet (2000)
- Dragontown (2001)
- The Eyes of Alice Cooper (2003)
- Dirty Diamonds (2005)
- Along Came a Spider (2008)
- Welcome 2 My Nightmare (2011)
- Paranormal (2017)
- Detroit Stories (2021)
- Road (2023)

### Koncertalbumok, válogatások, boxok
- Greatest Hits (1974)
- The Alice Cooper Show (Live) (1977)
- Prince of Darkness (1989)
- Alice Cooper At The Whiskey A Go Go 1969 (1992)
- A Fistful Of Alice (Live) (1997)
- The Life And Crimes Of Alice Cooper (4 CD Box) (1999)
- Billion Dollar Babies (Deluxe Edition) (2001)
- Welcome To My Nightmare (Deluxe Edition, 2002)
- Alice Does Alice (2010)

### DVD-k
- Prime Cuts (dupla-DVD, 2001)
- Brutally Live 2000 (Live DVD + CD, 2001)
- Welcome To My Nightmare Live '75 (2003)
- Trashes The World '89 (2004)
- Live 1973: Billion Dollar Babies Tour (2006)
- Live At Montreux 2005 (2006)
- The Nightmare Returns '86 (2006)
- Live At Hammersmith 2009 (2010)
- Alice Cooper's Halloween Night of Fear Live 2011 (2011)

## Külső hivatkozások
- Alice Cooper offical
- The largest Source Of Alice Cooper Information on the net
- Paranormal kritika (Maximumrockandroll.blog.hu)
- Alice Cooper promóciós albumtartozékok a vinyl korszakból (Youtube)